# Christie Grobbelaar
Pas d'image ? Cliquez ici

b Matchs officiels uniquement.
Dernière mise à jour le 26 juillet 2024.
Christie Grobbelaar, né le 15 mai 2000, est un joueur international sud-africain de rugby à sept.

## Biographie
Christie Grobelaar participe aux Jeux du Commonwealth de 2022 à Birmingham avec l'équipe d'Afrique du Sud de rugby à sept,, où ils remportent la médaille d'or,.
En juillet 2024, il est sélectionné pour participer au tournoi de rugby à sept des Jeux olympiques de Paris, remportant la médaille de bronze.